# Trädhus

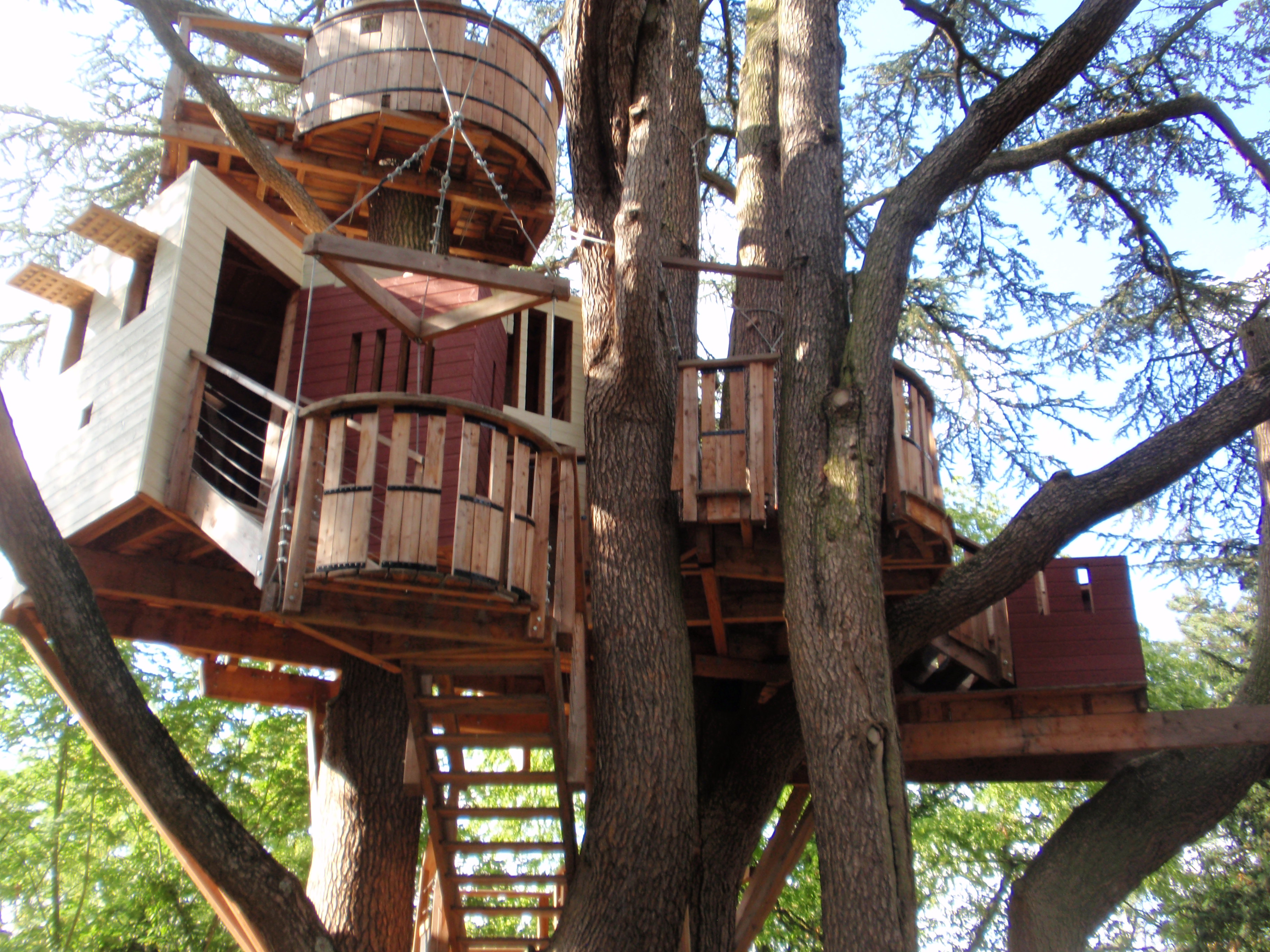
Ett trädhus i parken till Château de Langeais i Loire- dalen, Frankrike

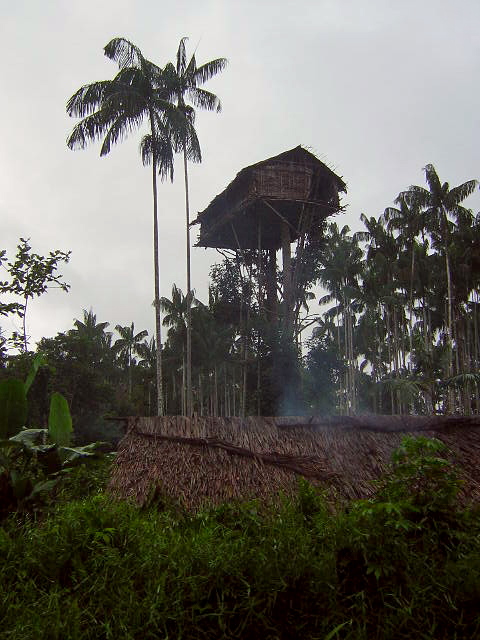
Ett trädhus hos Korowaifolket på västra Nya Guinea.

Ett trädhus är en oftast mindre byggnad placerad över marken i eller i anslutning till ett eller flera fullt utvuxna träd. 
Trädhus kan vara enkla konstruktioner skapade av barn i samband med lek, så kallade trädkojor, men sedan 1990-talet har de också givits alltmer sofistikerad utformning, stundom med karaktär av konstföremål. Förutom att ge ett visuellt intryck på åskådaren, kan de ha funktioner som observationsplattform, bostad, restaurang eller som rum för övernattning, till exempel inom ett upplevelsesorienterat hotell.
Moderna trädhus förknippas gärna med en önskan om att leva nära naturen och med "alternativa värderingar".

## Civilisationer boende i trädhus
I sydöstra Irian Jaya, före detta Nederländska Nya Guinea, finns den papuanska stammen Korowai. Stammen, som är skogsboende, har gjort sig känd för att bygga sina hus på toppen av 40 meter höga träd i syfte att undvika faror. Trädhusen har separata utrymmen och ingångar för män och kvinnor.